# Cloud Gate
Cloud Gate je nerezová skulptura od indicko-britského sochaře Anishe Kapoora nacházející se v Millenium parku v Chicagu. Její název lze doslovně přeložit jako „brána mraků“, je jí však často přezdíváno „Fazole“ („The Bean“). Skulptura má rozměry přibližne 10 na 20 metrů, výšku přibližně 13 metrů a váží přibližně 100 tun. Je složená ze 168 plátů nerezové oceli, které jsou svařeny bez zjevných spojů a následně vyleštěny tak, aby zrcadlily svoje okolí.